# Augustyn Drozdowicz
Augustyn Drozdowicz (ur. 1883 w Mińsku Litewskim, zm. 11 grudnia 1925 w Poznaniu) – inżynier, radca miasta Poznania, odznaczony Złotym Krzyżem Zasługi.

## Życiorys
Ukończył szkołę w Kronsztacie. Kontynuował naukę w Instytucie Inżynierów Dróg Komunikacji w Petersburgu, gdzie uzyskał dyplom inżyniera.
Pracował w Rosji przy takich budowach, jak:
- północno-doniecka linia kolejowa,
- linia kolejowa Jama-Nikitowska,
- linia kolejowa Rodaków-Lidzaja,
- linia kolejowa Merita-Chersoń.

Wykonywał prace związane z 
- przebudową linii wąskotorowych na normalnotorowe,
- wznoszeniem mostów kolejowych,
- opracowywaniem dokumentacji 14 linii kolejowych.

W czasie I wojny światowej został mianowany naczelnikiem wydziału studiów kolei strategicznych, a w 1916 - naczelnikiem wydziału technicznego w wojennym wydziale budownictwa.
Od 1916 objął katedrę budowy kolei żelaznych.
W 1920 przeprowadził się do Polski, gdzie kontynuował prace związane z budową kolei. Do jego dokonań można zaliczyć na przykład linie kolejowe Kutno-Płock oraz Kokoszki-Gdynia (pracował wtedy z Towarzystwie Robót Inżynierskich w Poznaniu).
W 1921 rozpoczął pracę w Magistracie miasta Poznania jako radca budownictwa podziemnego. Jako radca nadzorował prace związane z rzeką Wartą oraz remontem ulic i placów (m.in. plac Wolności, łazienki rzeczne, most Bolesława Chrobrego).
Zmarł w 1925. Jego pogrzeb odbył się 14 grudnia 1925 w kaplicy Przemienienia Pańskiego. Został pochowany na cmentarzu farnym. Na pogrzebie wygłosił mowę żałobną prezydent Poznania Cyryl Ratajski, określając go mianem jednego z najlepszych synów Polski.